# 韋列亞
55°21′N 36°11′E / 55.350°N 36.183°E
韋列亞（俄语：Вере́я）是俄羅斯莫斯科州西南部的一個城市。位於莫斯科西南113公里。2002年人口4,957人。
1371年首見於文獻。該市有一支名為韋列亞熊的橄欖球隊。